# ジェニー・ベヘマー
ジェニー・ベヘマー（フィンランド語: Jenni Vähämaa、1992年5月26日 - ）は、フィンランドロホヤ市出身の元女性フィギュアスケート選手。2007年フィンランディア杯優勝。フィンランド語本来の発音では「イェンニ・ヴァハマー」に近いが、日本では「ジェニー・ベヘマー」と表記されることが多い。

## 経歴
ロホヤ市に生まれ、4歳ころからスケートを始める。2005年フィンランド選手権ノービスクラスで3位。翌2006-2007シーズンからジュニアに移行すると、JGPバルト杯では19位に終わるが、ノルディクスジュニアクラスで優勝を果たす。2006-2007シーズン、フィンランド選手権ジュニアクラスで優勝、2度目の出場となった世界ジュニア選手権では4位入賞。
2007-2008シーズン、シニアクラスのフィンランディア杯に出場し優勝。ジュニアグランプリでは1戦目のJGPウィーン杯で3位、JGPクロアチア杯では2位となり、初めてJGPファイナルへの出場権を得た。JGPファイナルでは精彩を欠き5位に終わった。世界ジュニア選手権では前年に続き4位。2009-2010は怪我のため競技会への出場を見合わせ、同シーズンをもって引退することを発表した。

## 主な戦績
| 大会/年                 | 2005-06 | 2006-07 | 2007-08 | 2008-09 |
| ----------------------- | ------- | ------- | ------- | ------- |
| 欧州選手権              |         |         | 10      |         |
| フィンランド選手権      | 2 J     | 1 J     |         |         |
| ノルディクス            | 1 J     | 1 J     |         |         |
| GPロシア杯              |         |         |         |         |
| GPスケートカナダ        |         |         |         | 10      |
| フィンランディア杯      |         |         | 1       | 8       |
| 世界Jr.選手権           | 8       | 4       | 4       |         |
| JGPファイナル           |         |         | 5       |         |
| JGPクロアチア杯         |         |         | 2       |         |
| JGPウィーン杯           |         |         | 3       |         |
| JGPリベレツ             |         | 10      |         |         |
| JGPスピンオブノルウェー |         | 5       |         |         |
| JGPバルト杯             | 19      |         |         |         |

- J = ジュニアクラス

### 詳細
| 2008-2009 シーズン     |                                                |          |          |           |
| 開催日                 | 大会名                                         | SP       | FS       | 結果      |
| 2008年10月31日-11月2日 | ISUグランプリシリーズ スケートカナダ（オタワ） | 10 44.90 | 10 77.85 | 10 122.75 |
| 2008年10月9日-12日     | 2008年フィンランディア杯（ヴァンター）         | 10 43.76 | 7 84.96  | 8 128.72  |

| 2007-2008 シーズン   |                                                         |          |          |           |
| 開催日               | 大会名                                                  | SP       | FS       | 結果      |
| 2008年2月25日-3月2日 | 2008年世界ジュニアフィギュアスケート選手権（ソフィア）  | 6 50.30  | 4 92.24  | 4 142.54  |
| 2008年1月21日-27日   | 2008年ヨーロッパフィギュアスケート選手権（ザグレブ）    | 12 47.05 | 7 95.35  | 10 142.40 |
| 2007年12月6日-9日    | 2007/2008 ISUジュニアグランプリファイナル（グダニスク） | 5 46.68  | 5 83.82  | 5 130.50  |
| 2007年10月12日-14日  | 2007年フィンランディア杯（ヴァンター）                  | 6 51.22  | 1 112.07 | 1 163.29  |
| 2007年9月26日-29日   | ISUジュニアグランプリ クロアチア杯（ザグレブ）          | 2 48.38  | 3 84.06  | 2 132.44  |
| 2007年9月12日-15日   | ISUジュニアグランプリ ウィーン杯（ウィーン）            | 3 47.94  | 3 77.49  | 3 125.43  |

| 2006-2007 シーズン    |                                                                  |          |         |           |
| 開催日                | 大会名                                                           | SP       | FS      | 結果      |
| 2007年2月26日-3月4日  | 2007年世界ジュニアフィギュアスケート選手権（オーベルストドルフ） | 6 47.50  | 4 91.11 | 4 138.61  |
| 2006年12月8日-10日    | フィンランドフィギュアスケート選手権 ジュニアクラス（ミッケリ）  | 1 40.25  | 1 76.24 | 1 116.49  |
| 2006年10月19日-22日   | ISUジュニアグランプリ リベレツ（リベレツ）                       | 17 33.63 | 6 71.20 | 10 104.83 |
| 2006年9月27日-10月1日 | ISUジュニアグランプリ スピンオブノルウェー（オスロ）             | 10 37.96 | 3 71.13 | 5 109.09  |

| 2005-2006 シーズン  |                                                                 |         |          |          |          |
| 開催日              | 大会名                                                          | 予選    | SP       | FS       | 結果     |
| 2006年3月6日-12日   | 2006年世界ジュニアフィギュアスケート選手権（リュブリャナ）      | 5 71.46 | 9 42.76  | 6 79.12  | 8 121.88 |
| 2005年12月10日-12日 | フィンランドフィギュアスケート選手権 ジュニアクラス（タンペレ） | -       | 5 33.85  | 1 64.89  | 2 98.74  |
| 2005年10月12日-15日 | ISUジュニアグランプリ バルト杯（グダニスク）                    | -       | 12 36.37 | 20 55.74 | 19 92.11 |

## プログラム使用曲
| シーズン  | SP | FS                                                                      | EX                                                |
| --------- | --- | ----------------------------------------------------------------------- | ------------------------------------------------- |
| 2008-2009 | 映画『ハウルの動く城』より 作曲：久石譲                                                               | ミュージカル『ウエスト・サイド物語』より 作曲：レナード・バーンスタイン |                                                   |
| 2007-2008 | 私のお父さん 歌劇『ジャンニ・スキッキ』より 作曲：ジャコモ・プッチーニ 演奏：ジェームズ・ゴールウェイ | パガニーニの主題による狂詩曲 作曲：セルゲイ・ラフマニノフ               | A Moment Like This ボーカル：ケリー・クラークソン |
| 2006-2007 | 私のお父さん 歌劇『ジャンニ・スキッキ』より 作曲：ジャコモ・プッチーニ 演奏：ジェームズ・ゴールウェイ | パガニーニの主題による狂詩曲 作曲：セルゲイ・ラフマニノフ               |                                                   |
| 2005-2006 | リフレクションズ・オブ・パッション 作曲：ヤニー                                                       | ミュージカル『マック & メーベル』より 作曲：ジェリー・ハーマン          |                                                   |